# Fortul
Fortul ist eine Gemeinde (municipio) des Departamentos Arauca in Kolumbien.

## Geographie
Fortul liegt im Westen Araucas in den kolumbianischen Llanos am Fuß der Anden (Sierra Nevada del Cocuy) 132 km von der Stadt Arauca entfernt. Die Gemeinde Fortul liegt auf einer Höhe von 200 bis 3500 m ü. NN, wobei der Hauptort auf einer Höhe von 246 Metern liegt. Die Gemeinde grenzt im Norden an Saravena, im Süden an Tame, im Osten an Arauquita und im Westen an Güicán im Departamento de Boyacá.

## Bevölkerung
Die Gemeinde Fortul hat 20.883 Einwohner, von denen 11.433 im städtischen Teil (cabecera municipal) der Gemeinde leben (Stand: 2022).

## Geschichte
Der Ort des heutigen Fortul war seit der Kolonialzeit eine Wegmarke und ein Rastpunkt für die von Süden nach Venezuela getriebenen Rinderherden. Seit 1920 bewohnten einzelne Familien das heutige Fortul. Zunächst war der Ort als Salibón bekannt. 1945 wurde ein Flughafen gebaut, der dem Militär bis 1957 als Stützpunkt bei der Bekämpfung von Rebellen dienen sollte. Seit den 1960er Jahren begann eine verstärkte Migration aus anderen Teilen Kolumbiens. Der Ort selbst wurde ab 1969 erbaut. Seit 1970 war Fortul Sitz einer Polizeiinspektion. Seit 1990 hat Fortul den Status einer Gemeinde.

## Wirtschaft
Der wichtigste Wirtschaftszweig von Fortul ist die Rinder- und die Milchproduktion. Außerdem gibt es  Landwirtschaft.

## Verkehrsanbindung
Fortul verfügt über einen kleinen Regionalflughafen. Straßenverbindungen gibt es nach Saravena (und von da weiter Richtung Bucaramanga, Cúcuta oder Arauca), nach Tame (und von da weiter Richtung Tunja und Bogotá) und nach Arauca und Arauquita über das Dorf La Esmeralda.